# Abudefduf notatus
Abudefduf notatus är en fiskart som först beskrevs av Day, 1870.  Abudefduf notatus ingår i släktet Abudefduf och familjen Pomacentridae. Inga underarter finns listade i Catalogue of Life.